# Eremiaphila hebraica
Eremiaphila hebraica es una especie de mantis de la familia Eremiaphilidae.

## Distribución geográfica
Se encuentra en Egipto.